# Julia Kristeva

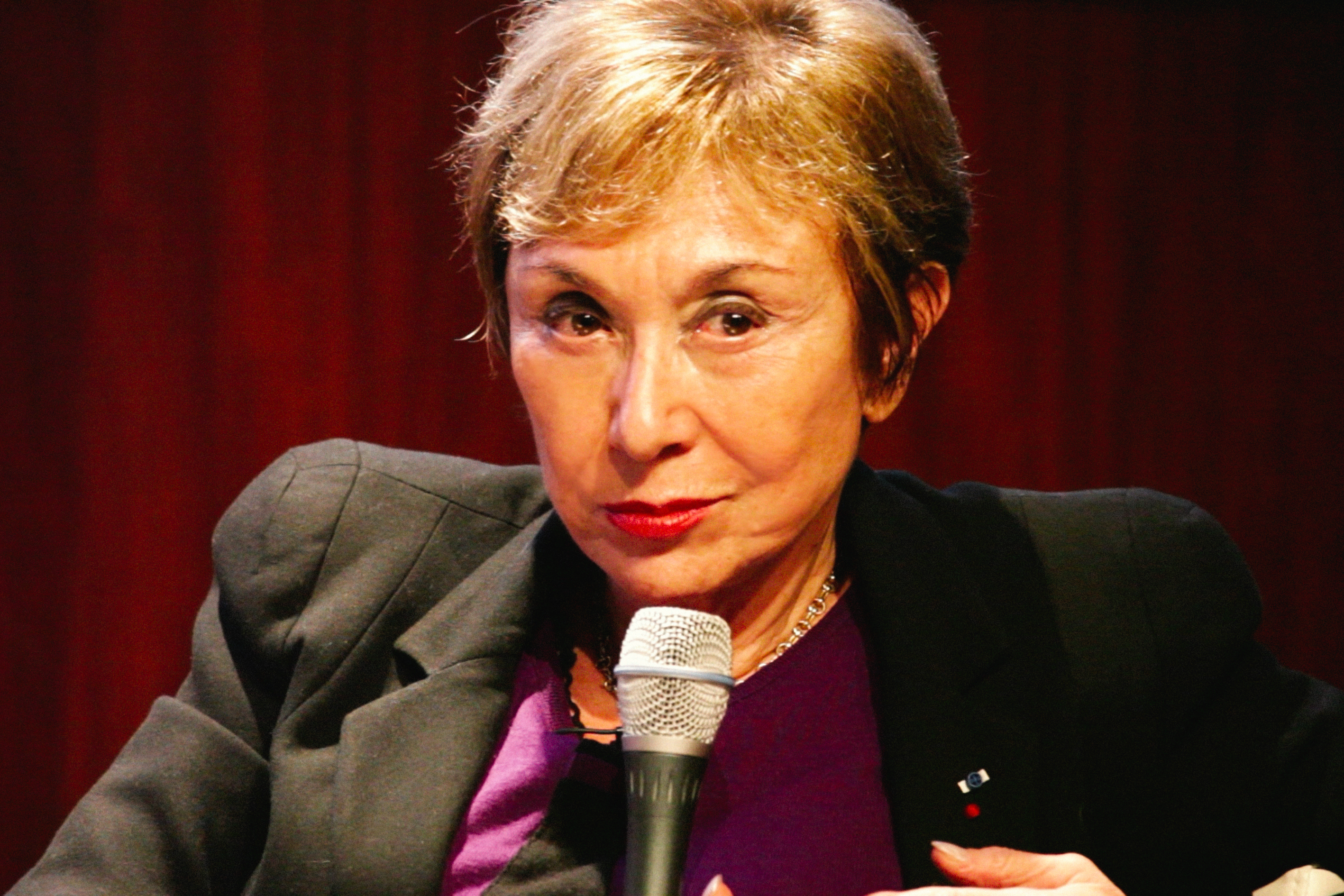
Julia Kristeva

Julia Kristeva (bgr. Юлия Кръстева, Julija Krăsteva; Sliven, 24 giugno 1941) è una linguista, psicanalista, filosofa e scrittrice francese di origine bulgara.

## Biografia
Cresce nella Bulgaria comunista. Sulla spinta dal padre, che non condivide gli ideali comunisti, studia le lingue straniere. Si avvicina alla cultura francese sin dall'infanzia, frequentando una scuola materna francese e poi i corsi dell'Alliance Française. Progetta di studiare astrofisica, un desiderio anche caldeggiato dalla madre, ma decide poi di dedicarsi alla letteratura. Frequenta il corso di laurea in filologia romanza alla facoltà di lingue straniere dell'Università di Sofia e contemporaneamente lavora come giornalista, scrivendo anche sul quotidiano Gioventù popolare. Nel 1965 si trasferisce a Parigi grazie a una borsa di studio francese. Si iscrive all'École pratique des hautes études e sotto la supervisione di Lucien Goldmann nel 1968 discute la tesi di dottorato, poi pubblicata con il titolo Le Texte du roman. Approche sémiologique d'une structure discursive transformationnelle.
La sua attività di ricerca prosegue dal 1967 al 1973 al Centre national de recerche scientifique (CNRS), ottenendo un ruolo di ricercatrice in linguistica e letteratura francese, affiliata alla sezione di semio-linguistica del Laboratorio di antropologia sociale del Collège de France di Claude Lèvi-Strauss e all'École des hautes études en sciences sociales (EHSS). Nel 1973 consegue un dottorato presso l'Università Paris-Vincennes con Jean-Claude Chevalier, pubblicando la tesi La rivoluzione del linguaggio poetico.
Fa parte della redazione della rivista Tel Quel e, soprattutto negli anni Sessanta e Settanta, partecipa attivamente alla vita culturale francese, teorizzando e sviluppando tra l'altro il concetto di intertestualità. Collabora con Michel Foucault, Roland Barthes, Jacques Derrida e Philippe Sollers, con cui si sposa. 
A partire dal 1976 diventa visiting professor del Dipartimento di lingue romanze della Columbia University.
Nel 1979 diventa psicanalista, dopo aver seguito dei seminari di Jacques Lacan. Costruisce una relazione tra la semiologia e l'analisi psicanalitica. Insegna Semiologia alla State University of New York e all'Università di Parigi-Diderot. Dirige il "Centro Roland Barthes" e nel 2004 riceve il Premio Holberg. 
Nel corso degli anni si interessa a diverse tematiche. Nel 2003 promuove la creazione del Conseil national du handicap (CNH), di cui diventa presidente. In occasione del centesimo anniversario della nascita di Simone de Beauvoir, nel 2008 crea il Premio Simone de Beauvoir per la libertà delle donne, conferito a chi contribuisce a promuovere la libertà delle donne nel mondo Papa Benedetto XVI la invita alla Giornata di riflessione, dialogo e preghiera per la pace e la giustizia nel mondo, che si tiene ad Assisi il 27 ottobre 2011. 
Il 12 dicembre 2018 riceve la laurea magistrale honoris causa in Traduzione specialistica e Interpretariato di conferenza presso la Libera università di lingue e comunicazione IULM di Milano.
Secondo una commissione statale bulgara incaricata di controllare i dossier della polizia segreta dell'era comunista, Julia Kristeva avrebbe collaborato in epoca sovietica con i servizi segreti della Bulgaria, con il nome in codice "Sabina". Kristeva smentisce il fatto respingendo le accuse, che sono state anche ridimensionate da un ex agente della polizia segreta bulgara.

## Opere

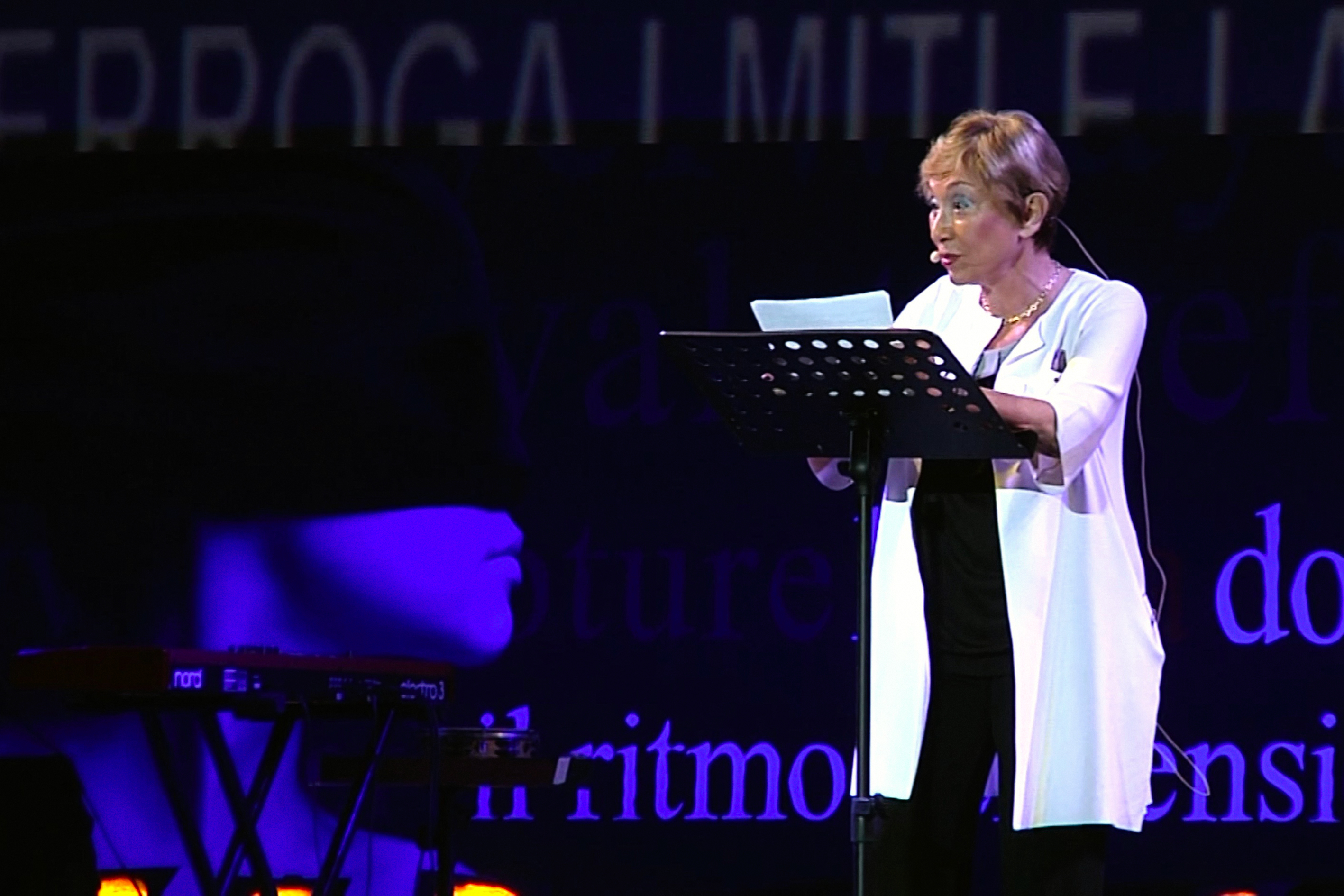
Julia Kristeva a Roma, 2010.

Formula il concetto di intertestualità. Ispirandosi al dialogismo bakhtiniano, Kristeva concepisce l'analisi del testo alla luce del suo intertesto. Nella prima fase della sua ricerca si dedica alla semiologia ed elabora la semanalisi, che espone nell'opera Séméiôtiké. Ricerche per una semanalisi. 
Il suo lavoro infatti comincia intorno alla semiologia occupandosi di dialogo, verosimiglianza, ideologemi, moda e letteratura. Specialmente di autori come Sade, Roussel, Bataille, Beckett (con Le père, l'amour, l'exile) e in misura maggiore di Mallarmé, al quale dedica una monografia importante. 
Nel 1974, su invito delle autorità cinesi, intraprende un viaggio per la Cina con una delegazione formata da alcuni componenti della rivista Tel Quel. Parte insieme a Philippe Sollers, François Wahl, Marcelin Pleynet e Roland Barthes.  Al ritorno dal viaggio pubblica Donne cinesi. L’opera viene criticata in particolare nel contesto degli studi postcoloniali poiché alcuni analisti e analiste vi ravvisano stereotipi orientalisti ed essenzialisti,. 
Nel libro Polylogue (1977)  analizza diverse pratiche di simbolizzazione: il linguaggio, la pittura (Giotto, Bellini), la letteratura moderna (Artaud, Joyce, Céline, Beckett, Bataille, Sollers), e gli approcci della linguistica, della semiotica, dell’epistemologia e della psicoanalisi.
Un altro libro di critica letteraria che già apre alla psicoanalisi è Pouvoirs de l'horreur (1980), su Céline. In questa opera analizza anche il tema dell'abiezione. Seguono poi anni d'interesse verso i fenomeni dell'amore e della depressione, l'idea di esilio, e il problema della fede. In Poteri dell'orrore, come in Storie d’amore (1983) e Sole nero, depressione e malinconia (1987) si ricollega sia alle opere letterarie sia alla pratica psicoanalitica, due ambiti che nella ricerca di Kristeva interagiscono. Questo approccio si ritrova anche nell'analisi del tempo sensibile in Proust, nell'opera Le temps sensible. Proust et l'expérience littéraire.
Le tematiche dell'estraneità, dell'identità e dell’alterità, sono affrontate in particolare nel saggio Stranieri a noi stessi, pubblicato nel 1988.
Nell’opera Le nuove malattie dell’anima tenta di definire le nuove specificità dei pazienti e delle pazienti di oggi.
Nell'opera Sens et non-sens de la révolte. Pouvoirs et Limites de la Psychanalyse (1996), si interroga se di fronte alla cultura dello spettacolo o dell’intrattenimento sia possibile una "cultura-rivolta", nel senso sia etimologico sia proustiano della rivolta: svelamento, capovolgimento, ricostruzione del passato, della memoria e del significato.
Un romanzo semi-autobiografico (I samurai, 1990) ricostruisce i suoi anni d'impegno politico maoista e gli incontri di lei, giovane ragazza giunta a Parigi dall'est Europa, con gli intellettuali dell'epoca. Di una successiva ricerca sul "genio femminile" fanno parte i tre libri su Hannah Arendt, Melanie Klein e Colette, alle quali dedica la trilogia Il genio femminile Hannah Arendt, Melanie Klein, Colette. In quest’opera decide di non affrontare la questione femminile parlando delle donne in generale, ma concentrandosi sulla «singolarità sempre capace di superarsi». Una riflessione che formula sulla scia della sua vicinanza intellettuale al pensiero di Duns Scoto.
Nel 2004 pubblica il romanzo Meurtre à Byzance, un giallo storico, in cui affronta anche il tema della migrazione, dello sradicamento e perdita di identità. Tra racconto e saggio, il romanzo Teresa, mon amour, pubblicato nel 2008, narra la vita e l’esperienza mistica di Teresa d'Avila. Il tempo tra realtà e finzione è il tema del romanzo L'Horloge enchantée, pubblicato nel 2015, dove mette in scena personaggi appartenenti a epoche diverse.
Kristeva è stata considerata una delle maggiori esponenti del femminismo francese insieme a Simone de Beauvoir, Hélène Cixous e Luce Irigaray. Ha avuto una notevole influenza sul femminismo e la critica letteraria femminista negli Stati Uniti e nel Regno Unito.

## Impostures intellectuelles
Nel 1997, i fisici A. Sokal e J. Bricmont dedicano un capitolo del loro libro Impostures intellectuelles all'utilizzo che Kristeva aveva fatto della matematica in alcuni degli scritti che la resero famosa negli anni 1960 e 1970. Essi illustrano (pagg. 38-49 della prima edizione americana) la conoscenza superficiale che Kristeva aveva della matematica che purtuttavia ella pretendeva di richiamare, e sostengono inoltre che ella non riesca a mostrare la rilevanza, in linguistica, dei concetti matematici che importava in modo analogico, e che tale rilevanza verosimilmente potrebbe non esistere.
Julia Kristeva risponde a queste critiche con l'articolo intitolato Une désinformation, pubblicato su Le Nouvel Observateur

## Saggi
- Semiologia e grammatologia (1968), in Jacques Derrida, Posizioni. Colloqui con Henri Ronse, Julia Kristeva, Jean-Louis Houdebine, Guy Scarpetta, Lucette Finas, Verona: Bertani, 1975
- Séméiôtiké. Ricerche per una semanalisi (1969), Milano: Feltrinelli, 1978
- Le texte du roman : approche semiologique d'une structure discursive transformationnelle (1970), The Hague Paris : Mouton, 1976
- La semiologia scienza critica e/o critica della scienza (1971), in Umberto Silva (a cura di), Scrittura e rivoluzione (trad. parziale di Théorie d'ensemble), Milano: Mazzotta, 1974
- Bataille l'esperienza e la pratica (1973), in Philippe Sollers (a cura di), Bataille. Verso una rivoluzione culturale, Bari: Dedalo, 1974
- Il soggetto in processo (1973), in Philippe Sollers (a cura di), Artaud. Verso una rivoluzione culturale, Bari: Dedalo, 1974
- La Révolution du langage poétique (1974); trad. La rivoluzione del linguaggio poetico (1974), Venezia: Marsilio, 1979; Milano: Spirali, 2006
- Donne cinesi (1975), Milano: Feltrinelli, 1975
- Discorso e famiglia in Cina. Alcune proposte (1975), in Armando Verdiglione (a cura di), Psicanalisi e semiotica, Milano: Feltrinelli, 1975
- Eretica dell'amore, a cura di Edda Melon, Torino: la Rosa, 1979
- Materia e senso. Pratiche significanti e teoria del linguaggio (trad. parziale di Polylogue, 1980), Torino: Einaudi, 1980
- Le language, cet inconnu (1981); trad. Il linguaggio, questo sconosciuto: iniziazione alla linguistica (con un'intervista di Augusto Ponzio), Bari: Adriatica, 1992
- Pouvoirs de l'horreur (1980); trad. Poteri dell'orrore. Saggio sull'abiezione, Milano: Spirali, 1981
- Histoires d'amour (1983); trad. Storie d'amore, Roma: Editori Riuniti, 1985; n.ed. Roma: Donzelli, 2012
- Au commencement était l'amour (1985); trad. In principio era l'amore. Psicoanalisi e fede (1985), Bologna: il Mulino, 1987, n.ed. Milano: SE, 2001; con presentazione di Massimo Recalcati, Bologna: il Mulino, 2015
- Soleil noir. Depression et mélancolie (1986); trad. Sole nero. Depressione e melanconia, Milano: Feltrinelli, 1986; n.ed. Roma: Donzelli, 2013
- Étrangers à nous même (1988); trad. Stranieri a sé stessi, Milano: Feltrinelli, 1990; n.ed. Roma: Donzelli, 2014
- La testa senza il corpo. Il viso e l'invisibile nell'immaginario dell'Occidente (1989), Roma: Donzelli, 2009
- Les Nouvelles maladies de l'âme (1993); trad. Le nuove malattie dell'anima, Roma: Borla, 1998
- Sens et non-sens de la révolte. Pouvoirs et limites de la psychanalyse (1996), Fayard.
- Au risque de la pensée (1998); trad. Il rischio del pensare (intervista a Marie-Christine Navarro), Genova: Il melangolo, 2006
- L'Avenir d'une révolte (1998); trad. L'avvenire di una rivolta, a cura di Marta Albertella, Genova: Il melangolo, 2013
- Le féminin et le sacré, con Catherine Clément (1998); trad. Il femminile e il sacro, Roma: Donzelli, 2025
- Hannah Arendt. La vita le parole (La Génie féminin. I, 1999), Roma: Donzelli, 2005
- Melanie Klein. La madre la follia (La Génie féminin. II, 2000), Roma: Donzelli, 2006
- Colette. Vita d'una donna (La Génie féminin. III, 2002), Roma: Donzelli, 2004
- Cet incroyable besoin de croire; trad. Il bisogno di credere. Un punto di vista laico, Roma: Donzelli, 2006
- (con Jean Vanier), Il loro sguardo buca le nostre ombre. Dialogo tra una non credente e un credente sull'handicap e la paura del diverso, Roma: Donzelli, 2011
- A Gerusalemme. Il bisogno di credere tra monoteismi e secolarizzazione, Mimesis, Milano-Udine 2014
- Je me voyage. Mémoires, trad. La vita, altrove: autobiografia come un viaggio: conversazione con Samuel Dock, Donzelli, Roma 2017 Prix Saint-Simon.
- Beauvoir présente, Fayard, Paris; trad. Simone De Beauvoir. La rivoluzione femminile, Donzelli, Roma 2018
- Le temps sensible. Proust et l'expérience littéraire, Editions Gallimard, 2019.

## Romanzi
- Les Samouraïs, 1990; trad. Oreste Del Buono e Lietta Tornabuoni, I samurai, Torino; Einaudi, 1991.
- Le Vieil Homme et les Loups, 1991.
- Possessions, 1996; trad. Edda Melon, Una donna decapitata, Palermo: Sellerio, 1997.
- Meurtre à Byzance, 2004.
- Thérèse mon amour, 2008; trad. Alessia Piovanello, Teresa, mon amour. Santa Teresa d'Avila: l'estasi come un romanzo, Roma: Donzelli, 2009.
- L'Horloge enchantée, 2015.

## Onorificenze
- È stata insignita del titolo di Grand officier de la Légion d’Honneur da Emanuel Macron il 15 dicembre 2021[41]